# Henri du Palatinat
Henri du Palatinat (ou aussi Henri de Bavière ou Henri II) (Heidelberg, 15 février 1487-Ladenburg, 3 janvier 1552) fut évêque élu d'Utrecht de 1524 à 1529, et évêque de Worms de 1523 à 1552 et de Freising de 1541 à 1552.
Henri est issu de la maison de Wittelsbach et était un fils de l'électeur Philippe Ier du Palatinat et frère de l'électeur Louis V du Palatinat. Il était chanoine à Cologne avant d'être élu évêque par les chapitres d'Utrecht et le patriciat civique sur recommandation de l'archevêque de Cologne. Cependant, il n'avait pas le soutien de l'empereur Charles Quint et du duc Charles de Gueldre, qui lui rendaient la vie difficile. Dans son diocèse, il a dû faire face à des luttes de partis. Il a joué avec l'idée de construire une forteresse dans la ville pour garder la bourgeoisie sous contrôle, un projet qui serait plus tard réalisé par Charles Quint sous le nom de Vredenburg.
La résistance des guildes d'Utrecht s'intensifia à un tel point, à l'été 1527, qu'elles autorisèrent l'occupation d'une troupe de Gueldre dans la ville, et l'évêque dut faire appel au stadholder hollandais des Habsbourg. Ce dernier mit rapidement les choses en ordre, mais exigea que Charles Quint reçoive les biens séculiers du diocèse en garantie. Cela fut consigné dans le traité de Schoonhoven du 15 novembre 1527. Le mercredi 21 octobre 1528, le transfert officiel eut lieu dans la salle capitulaire du Dom d'Utrecht et le serment fut prêté à Charles Quint. Cela mit fin au pouvoir seigneurial de l'évêque d'Utrecht et donc au Sticht. Le pape Clément VII a finalement ratifié le transfert en août 1529.
Henri abandonna le siège épiscopal d'Utrecht en 1529 pour se consacrer à l'administration de la pacifique Principauté épiscopale de Worms, dont il était déjà évêque depuis 1523. Il restaure la résidence d'été épiscopale de Dirmstein, qui avait été démantelée pendant la guerre paysanne de 1525. Plus tard, Henri fut également consacré évêque de Freising, où ses deux frères Ruprecht et Philip avaient été ses prédécesseurs.